# 地籍
地籍（ちせき、cadastre)とは、土地の登記 (registration) に近い言葉ではあるが、一筆の土地についての現在及び過去のあらゆる情報を示す。
この場合の一筆の土地とは、登記されるであろう土地（国公有地）を含む。

## 概要

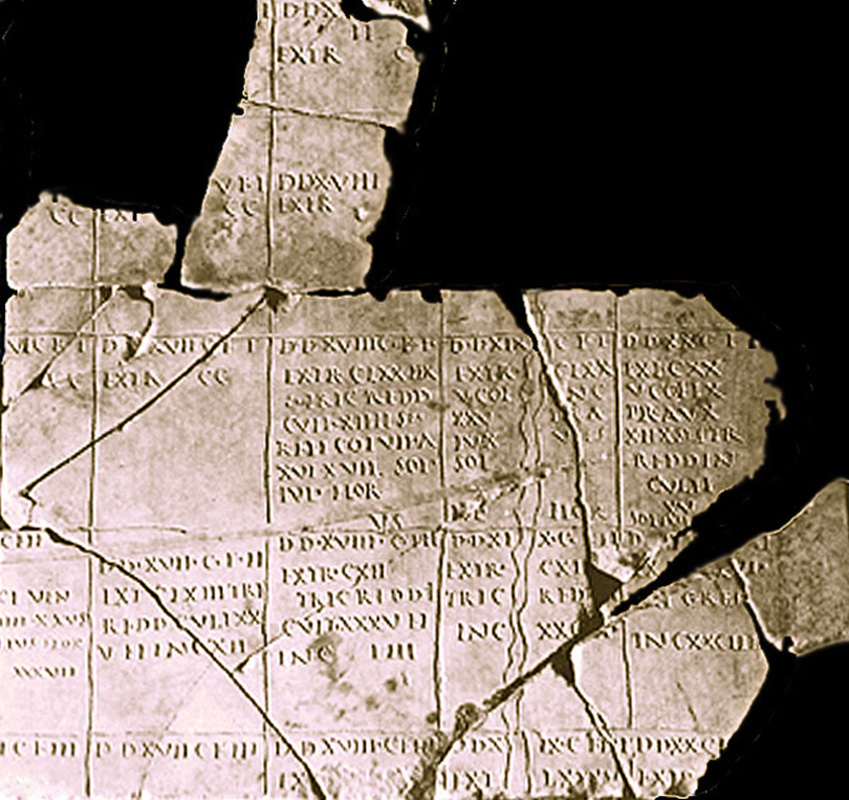
地籍

本項目の英語版では以下のように説明されている。
地籍は、一国の不動産や不動産の区画についてあらゆることを登録することである。地籍は通常、個々の土地についての所有、占有、正確な位置、大きさ、耕作状況、価値に関する詳細な情報を含んでいる。
日本の国土調査法第1条には次のように述べられている。
「この法律は、国土の開発及び保全並びにその利用の高度化に資するとともに、あわせて地籍の明確化を図るため、国土の実態を科学的且つ総合的に調査することを目的とする。」
この場合の地籍は、土地の登記情報及び土地の位置・形状・面積・筆界など地図（不動産登記法第14条に定められた地図）に関する情報を指していると思われるが、登記情報の根拠となるものが地図情報であるから、この場合の地籍は登記情報とほぼ同義である。わが国において地籍といえば、この意味で使われることが多い。
また土地の登記とは平たくいうと、登記簿または台帳に所在、地番、地目、地積、所有者などの事項を記入することである。
不動産登記法は、
「この法律は、不動産の表示及び不動産に関する権利を公示するための登記に関する制度について定めることにより、国民の権利の保全を図り、もって取引の安全と円滑に資することを目的とする。」（第1条）
としているが、
日本で歴史的にみれば、登記の目的は貢租の徴収であることは疑いの余地がないところであり、現在においてもこれを主目的とするところから脱却してはいない。すなわち、「不動産の表示」に関する制度としての「登記」は、国民の権利を守るための最小限の制度であって、これから述べる地籍とは性質を異にするものである。

## 歴史
日本史において地籍という言葉自体は、日本書紀にまでさかのぼって見ることができる。大化の改新が行われ班田収授の法が定められたころである。これはやはり貢租の徴収を目的としたものであって、いまでいう登記と何ら違いはない。
鎌倉から江戸時代にかけては、課税地の調査として検地が行われた。これは、土地の位置・形状・面積などを調査するのが目的ではなく、収穫高から年貢料を決めるのが目的であった。
登記とは違う意味で地籍という言葉が使われ始めたのは、明治7年の地籍編成事業であろう。
地籍編成事業の目的は、民有地のみならず官有地も調査して地図を作ることにあったが、地租改正事業とも重なったため、
地租改正により作製された改租地引絵図を基に作製したようである。この時、課税地である民有地のみを調査することとは明らかに違った意味で、地籍という言葉を使ったものと思われる。
地籍という言葉がはっきりとした形で現れたのは、明治21年松方正義が起草した地籍条例案であろう。「地籍は土地の面積を正し、その所有者を明らかにし、地租を賦課する基礎にして、財政上の要具たるのみならず、国家の判図またこれにより定まる。その関係するところ、実に大なりというべし。」
また、地籍を人についての戸籍と似た意味合いで使うむきもあるようである。この場合の地籍は、土地登記情報及びそれ以前の土地台帳など、またそれに付随する図面類などを含め土地の沿革に関する情報を総じて示していると思われる。

## 動向
国際測量者連盟(FIG)は地籍についてCADASTRE 2014として以下のように提唱している。
1. 地籍2014は、土地に関する全ての法律的状況を表す。それは一般的な権利や規制を含むものである。
2. 地図と地籍（登記）簿の分離は廃止される。
3. 台帳的な地図はなくなるだろう。これからは、モデリング（縮尺なし）地図の時代だ。
4. 紙と鉛筆による地籍（登記）はなくなるだろう。
5. 地籍（登記）2014は、高度に民営化されるだろう。公的機関と私的機関は密に連携するだろう。
6. 地籍（登記）2014は、費用を回収するであろう。

以上のことから、地籍とは正確な地図を作製することはもとより、官民問わず全ての土地を網羅し、
かつその使用目的は多種多様であるため、その利活用をも充分に考慮された情報といえる。
さらに単純には、正確な地図にリンクされた、登記を含む土地に関するデジタルデータということになるが、これはGIS（地理情報システム）を念頭に置いていることはいうまでもない。
わが国では、登記とあわせて地図の維持管理は法務局が行っているが、地図の維持管理はすなわち土地の境界（筆界）に関する一元的な情報管理または境界の精度の維持管理にも係わり、地図及び境界に関してはより高度なシステムが要求されることになろう。

## 課題
上記CADASTRE2014を踏まえ、基本的課題として以下の点が挙げられる。
1. 所有者もしくは管理者がわからない、用途（地目）がわからない土地を廃すること。全ての土地に地番を付すこと。
2. 全ての土地に測量図を備え、土地の正確な形状と求積式が明らかにされ、筆界点を高精度に復元できるようにすること。
3. 全ての土地を一覧性・連続性のある図面に作図すること。
4. 過去のものを含め、土地に関する図面・台帳・簿冊などの全ての情報が公開され、容易に入手できること。

## 地籍図、地籍調査
尚、地籍図（英: cadastral map）については、日本では国土調査法の地籍調査による地籍図や、それ以前の明治期の地租改正事業等で作られた地図のことを示すことがあるが、ここで述べる地籍とは意味合いが異なる。また、現在行われている国土調査法による地籍調査についても上で述べたとおりである。

## 各国のカダストリー

### 米国の地籍調査
米国では、土地管理局（BLM）内の地籍調査がすべての公有地の記録を管理している。このような調査には、土地の使用履歴、法的報告書、その他の文書を詳細に調べる必要があることが多い。
公有地測量制度は、米国の国際承認後の1785年に法律で創設された米国の地籍調査である。ドミニオン・ランド・サーベイ（Dominion Land Survey）は、カナダ西部で実施された同様の地籍調査で、1867年のカナダ・ドミニオン（Dominion Canada）創設後、1871年に開始 された。

### ベルギーの地籍
中世以来、フランス語圏のベルギー（リエージュとナミュール周辺）では、地所、特にリエージュ領主の境界を定めることを目的としたセルクルメナージュ（cerclemenage）と呼ばれる地籍調査が行われてきた。この用語にはいくつかのバリエーションがある。
ベルギーの地籍は、もともと1830年以前のフランスの地籍から発展したものである。
当初、ベルギーの若い地籍行政は、ナポレオン政権時代の決定を踏襲していました。

### ロシアの地籍
ロシア帝国の時代には、地籍調査や図上測量は、その土地の所得を把握し、土地に適正な税金を課すための評価を意味していました。現在では、地籍調査中に得られたデータはRosreestrに入力される。この過程で最も重要なことの一つは、隣接する領地の所有者と設計上の解決策を調整することである。

### イギリスの地籍
1836年、英国王立工兵隊のロバート・ドーソン大佐が、地籍調査委員会への出向経験をもとに、地籍調査を提案しました。

### スペインの地籍
スペインの地籍は財務省の管轄にあり、地籍総局を通じて、都市部と農村部の不動産が記述されている。地籍は20の英数字で構成されており、都市部では、最初の7桁は区画番号を示し、次の7文字はその土地が位置する地籍簿を示し、次の4文字はその土地内の特定の場所を示し、最後の2文字は可能性のある土地を検索するための制御文字となっている。
農村部では、州(2桁)、市区町村 (3桁)、部門 (1文字)、多角形データ (3桁)、区画 (5桁)、区画内の物件 (4桁) が表示され、最後の2文字は制御機能を果たす。地籍は地籍局を通して、不動産税の領収書や売買証書、最新の居住証明書などから参照できる。